# Fushimi (metropolitana di Nagoya)
Fushimi (伏見駅?, Fushimi-eki) è una stazione della Metropolitana di Nagoya situata nell'area centro-occidentale della città. Offre l'interscambio fra le linee Higashiyama e Tsurumai.

## Linee
Linea Higashiyama (H09)
 Linea Tsurumai (T07)

## Struttura
La stazione, sotterranea, offre l'interscambio fra le due linee, entrambe con due marciapiedi laterali e due binari passanti. Sono presenti tre aree tornelli (nord, centro e sud), e ascensori per l'accesso ai disabili.
| 1 | Linea Higashiyama | per Sakae, Higashiyama Kōen e Fujigaoka |
| 2 | Linea Higashiyama | per Nagoya e Takabata                   |
| 3 | Linea Tsurumai    | per Yagoto, Akaike e Toyotashi          |
| 4 | Linea Tsurumai    | per Kami-Otai, Iwakura e Inuyama        |

## Stazioni adiacenti
| «                 | Servizio          | »                 |
| Linea Higashiyama | Linea Higashiyama | Linea Higashiyama |
| ----------------- | ----------------- | ----------------- |
| Nagoya            | -                 | Sakae             |
| Linea Tsurumai    |                   |                   |
| Marunouchi        | -                 | Ōsu Kannon        |